# Franz Xaver Nachtmann
Franz Xaver Nachtmann (* 6. September 1799 in Bodenmais nach anderen Quellen Obermais, Niederbayern; † 17. Dezember 1846 in München) war ein deutscher Maler.

Schreibkabinett der Königin Therese von Bayern in der Münchner Residenz; Aquarell, um 1835

Nachtmann, Sohn eines k. b. Oberrechnungskommissärs, besuchte von 1814 bis 1819 die Akademie der Bildenden Künste München. Von 1820 bis 1825, nach anderen Quellen bis 1827, war er als Blumen- und Früchtemaler an der Porzellanmanufaktur Nymphenburg tätig. Ab 1826 betätigte er sich als Landschafts- und Architekturmaler, zusätzlich erteilte er Zeichenunterricht, unter anderem den bayerischen Prinzessinnen. Er schuf auch Interieurs, wie zum Beispiel mehrere Zimmer aus der Königsresidenz, mit denen er großen Erfolg am Hofe Ludwigs I. hatte.